# 阿希姆 (德国)
阿希姆（德語：Achim，發音：[ˈaxɪm] ⓘ）是德国下萨克森州费尔登县的城市，面积68.06平方千米，2023年12月31日人口为32,961人。

## 友好城市
截至2021年10月，阿希姆共与两座城市结为友好城市关系：
- 波蘭 新苏尔（1989年）
- 拉脫維亞 采西斯自治市（1992年）